# Nattapon Malapun
Nattapon Malapun (thailändisch นัสตพล มาลาพันธ์, * 10. Januar 1994 in Chaiyaphum), auch als îang (thailändisch เอี้ยง) bekannt, ist ein thailändischer Fußballspieler.

## Karriere

### Verein
Nattapon Malapun erlernte das Fußballspielen in der Jugendmannschaft vom Erstligisten Police United in Bangkok. Hier unterschrieb er 2014 auch seinen ersten Vertrag. In seiner ersten Saison stieg er mit Police in die Zweite Liga ab. 2015 erfolgte der sofortige Wiederaufstieg in die Erste Liga. Nach dem Aufstieg verließ er Police und ging 2016 nach Buriram zu Buriram United. Für Buriram spielte er bis Mitte 2016 zwölfmal in der ersten Liga. Im Juli 2016 wechselte er auf Leihbasis nach Chonburi zum Ligakonkurrenten Chonburi FC. Für den Klub aus Chonburi kam er bis Ende 2018 auf 47 Einsätze in der Ersten Liga. 2019 ging er ebenfalls auf Leihbasis zum Ligakonkurrenten PT Prachuap FC nach Prachuap. Die Saison 2020 lieh ihn Samut Prakan City FC aus Samut Prakan aus. Hier kam er 2020 nicht zum Einsatz. Ende November 2020 kehrte er zu Buriram zurück. Ende Dezember 2020 wechselte er ebenfalls auf Leihbasis zum Ligakonkurrenten Suphanburi FC. Am Ende der Saison 2021/22 belegte er mit dem Verein aus Suphanburi den 16. Tabellenplatz und musste somit in die zweite Liga absteigen. Nach Vertragsende in Buriram wechselte er im Juni 2022 ablösefrei zum Erstligisten PT Prachuap FC.

### Nationalmannschaft
Seit 2016 spielte Nattapon Malapun dreimal in der thailändischen Nationalmannschaft. Sein Länderspieldebüt gab er am 15. November 2016 in einem WM-Qualifikationsspiel gegen Australien im Rajamangala Stadium in Bangkok.

## Erfolge

### Verein
Police United
Thailändischer Zweitligameister: 2015
Buriram United
- Kor Royal Cup: 2016

PT Prachuap FC
Thailändischer Ligapokalsieger: 2019

### Nationalmannschaft
Thailand
King’s Cup:2017
Thailand U23
China Cup: 2019 (2. Platz)